# Мікоян Степан Анастасович
Степан Анастасович Мікоян (вірм. Ստեփան Միկոյան; 12 липня 1922, Тифліс, Грузинська РСР, Закавказька СФРР — 24 березня 2017, Москва, Росія) — радянський льотчик-випробувач, Герой Радянського Союзу (1975). Генерал-лейтенант авіації (7.05.1980). Заслужений льотчик-випробувач СРСР (10.12.1963). Кандидат технічних наук (1978). Старший син партійного та державного діяча Анастаса Івановича Мікояна.

## Життєпис
Народився 1922 року в Тифлісі (нині Тбілісі, Грузія). Вірменин. У шкільні роки серйозно займався кінним спортом та автосправою. Закінчив 10 класів школи у 1940 році.
З серпня 1940 року перебував у лавах Червоної армії, разом зі своїм другом Тимуром Фрунзе вступив до Качинської військової авіаційної школи пілотів імені А. Ф. М'ясникова в Криму в серпні 1940 року. Закінчив її 3 вересня 1941 року в місті Красний Кут Саратовської області, куди евакуювали училище після початку німецько-радянської війни. У тому ж році у 8-му запасному авіаційному полку він перевчився на винищувач Як-1 (полк дислокувався на аеродромі Багай-Барановка).
У грудні 1941 року зарахований до 11-го винищувального авіаполку, який обороняв Москву (6-й винищувальний авіаційний корпус ППО, Московський корпусний район ППО).
16 січня 1942 року при здійсненні свого 11-го бойового вильоту Степан Мікоян був помилково збитий радянським льотчиком Михайлом Родіоновим. Йому вдалося посадити палаючу машину, після цього він потрапив у медсанбат із опіком 3-го ступеня рук, обличчя, лівої ноги та колінного суглоба правої ноги. Лікувався у шпиталі в Москві.
У серпні 1942 року отримав призначення в 434-й винищувальний авіаційний полк, з яким у вересні прибув на Сталінградський фронт. Там воював до початку жовтня 1942 року, коли полк через важкі втрати вивели в тил на переформування. У листопаді 1942 року капітан Степан Мікоян нагороджений орденом Червоного Прапора за 14 бойових вильотів у грудні 1941 року — січні та у вересні 1942 року, 3 повітряних бої та 6 збитих літаків противника у групі. Член ВКП(б) з 1943 року.
Після загибелі брата Володимира Степана Мікояна перевели з фронтової авіації до військ ППО, з 1943 року він служив у 12-му гвардійському винищувальному авіаційному полку ППО. У серпні 1944 року командир ланки гвардії капітан Степан Мікоян нагороджений орденом Червоної Зірки за виконання 7 вильотів на супровід особливо важливих вильотів та літерних поїздів Новікова, Жукова, Воронова, Мерецькова, Попова.
У червні 1945 року одружився з Елеонорою Лозовською, донькою льотчика-випробувача Петра Івановича Лозовського, який загинув 1932 року.
З 1945 по 1951 роки — слухач інженерного факультету Військово-повітряної інженерної академії імені професора М. Є. Жуковського. Після закінчення працював у Науково-випробувальному інституті ВПС: льотчик-випробувач, провідний інженер, з 1957 року — заступник начальника 1-го відділу з льотної частини, з 1958 року — помічник начальника інституту з комплексів перехоплення, з 1959 року — начальник 1-го управління, з грудня 1964 року — заступник начальника ДПІК ВВС.
Протягом 23 років випробовував бойові літаки винищувальних ОКБ Мікояна, Сухого та Яковлєва. За роки випробувальної роботи брав участь у випробуваннях літаків: Ла-15, МіГ-15, УТІ МіГ-15, МіГ-17, МіГ-19П, МіГ-21, МіГ-23, МіГ-25, МіГ-27, Су-15, Су-24, Як-27Р. Освоїв 102 типи літальних апаратів, мав наліт близько 3500 годин. Йому було присвоєно звання «Заслужений льотчик-випробувач СРСР».
3 квітня 1975 року за проведення державних випробувань МіГ-25 удостоєний звання Героя Радянського Союзу.
Коли за станом здоров'я його відсторонили від польотів на реактивних літаках, перейшов на роботу в оборонну промисловість. З квітня 1978 року обіймав посаду заступника головного конструктора московського НВО «Блискавка» з льотних випробувань. У космічному польоті «Бурана» відповідав за управління кораблем на ділянці зниження та посадки.
З 1992 року у відставці. 17 грудня 2012 року розпорядженням Уряду Російської Федерації № 2406-р Степану Мікояну було присуджено премію за значний внесок у розвиток Військово-повітряних сил у галузі випробування та дослідження озброєння, військової та спеціальної техніки Військово-повітряних сил, які сприяли прогресу вітчизняної авіації та засобів протиповітряної оборони.
У двох фільмах «Битва за Москву» та «Сталінград» зіграв свого батька, Анастаса Івановича Мікояна.
Урна з прахом похована на Новодівичому цвинтарі у сімейному похованні.

## Родина
- Дружина — Мікоян (Лозовська) Елеонора Петрівна (1922—2009), журналістка, філолог
- Син — Мікоян Володимир Степанович (нар. 1946), біофізик
- Донька — Мікоян Ашхен Степанівна (нар. 1949), філолог, кандидат філологічних наук, доцент кафедри англійського мовознавства філологічного факультету Московського державного університету імені М. В. Ломоносова
- Син — Мікоян Олександр Степанович (нар. 1952), музикант, автогонщик
- Онуки:

- Александр (род. 1972), математик
- Юлия (род. 1972), историк
- Дмитрий (род. 1976)
- Кирилл (род. 1995)
- Антон (род. 1996)

- Правнучка Олександра (нар. 1992)

## Нагороди та звання
- Герой Радянського Союзу (3.04.1975)
- орден Леніна (3.04.1975)
- орден Червоного Прапора (23.11.1942)[6]
- орден Вітчизняної війни І ступеня (11.03.1985)
- чотири ордени Червоної Зірки (22.8.1944[7], 30.12.1956, 29.04.1957, 24.11.1966)
- медаль «За бойові заслуги» (15.11.1950)
- медаль «За оборону Москви» (1942)[9][10]
- медаль «За оборону Сталінграда» (1944)
- медаль "За перемогу над Німеччиною у Великій Вітчизняній війні 1941—1945 гг. "
- інші медалі
- почесний член Общества лётчиков-испытателей[en].
- звання "Почесний громадянин міста Ахтубінськ Астраханської області " (2010)[11]
- почесне звання «Заслужений льотчик-випробувач СРСР» (10.12.1963)
- військове звання: Генерал-лейтенант авіації
- лауреат премії Уряду Російської Федерації за значний внесок у розвиток Військово-повітряних сил (17 грудня 2012) — за випробування та дослідження озброєння, військової та спеціальної техніки Військово-повітряних сил, які сприяли прогресу вітчизняної авіації та засобів протиповітряної оборони[12]

## Фільмографія
- 1985 — Битва за Москву — Анастас Мікоян
- 1987 — Сенс життя
- 1989 — Сталінград — Анастас Мікоян
- 2007 — Старий та небо

## Наукові праці
- Практична аеродинаміка маневрених літаків: Підручник для льотного складу (у співавт.) / За загальною редакцією д. т. н. М. М. Лисенкосо. — М..: Воєніздат, 1977.
- Мікоян С. А., Корбут А. Г. Захід на посадку по приладах. — М..: Воєніздат, 1979.
- Спогади льотчика-випробувача. — М., 2002. — ISBN 5-93848-006-х
- Мікоян С. А. [militera.lib.ru/memo/russian/mikoyan_sa/index.html Ми — діти війни]. — М..: Яуза, Ексмо, 2006. — ISBN 5-699-18874-6.

## Публікації та інтерв'ю
- Інтерв'ю з. Степаном Мікояном.